# Last Man Standing (serie de televisión)
Last Man Standing (Él último macho en Latinoamérica y Uno para todas en España) es una serie de televisión de comedia de situación estadounidense protagonizada por Tim Allen y Nancy Travis que actualmente se emite en la cadena estadounidense ABC y en España en la cadena Fox. La serie se estrenó el 11 de octubre de 2011. 
Distribuida por 20th Century Fox Television, la serie se emitió originalmente en ABC de 2011 a 2017 durante seis temporadas, y entró en redifusión en 2015. A pesar de ser la segunda comedia de mayor audiencia de ABC para la temporada 2016-17, se reveló en mayo de 2017 que la cadena se había negado a renovar "Last Man Standing" por séptima temporada. Las publicaciones de los medios de comunicación informaron que ABC no estaba dispuesta a cubrir los costos de producción de una séptima temporada en nombre de 20th Century Fox Television. Un año después, la cadena hermana del estudio Fox anunció que había adquirido el programa y anunciado la creación de la séptima temporada de la serie, que se estrenaría el 28 de septiembre de 2018.
En mayo de 2020, Fox renovó la serie para una novena y última temporada, que se estrenó el 3 de enero de 2021. La serie concluyó tras 194 episodios el 20 de mayo de 2021. La serie se emite en sindicación en CMT y NewsNation (antes WGN America).

## Sinopsis
Mike Baxter regresa a su casa después de realizar múltiples viajes para el catálogo de su tienda de artículos de caza "El Hombre Agreste" (parodia de Bass Pro Shops, cadena de tiendas americana con gran superficie de venta y de productos de caza, pesca, barcos, etc.), se verá en una nueva situación cuando se entere de que ya no podrá seguir recorriendo el mundo para completar el catálogo y que ahora su misión será disparar las ventas por internet a través de un blog. Con la guía de su hija mediana Mandy, domina en seguida la técnica del blogging y aporta a sus publicaciones un tono satírico e incluso agresivo que consigue llegar a todo el mundo. Es tal el éxito del blog de "El Hombre Agreste" que Mike termina por asumirlo como su nuevo trabajo en la tienda. Siempre con alguna lección nueva que enseñar a los internautas y compradores. Así podrá estar más cerca de sus hijas y su nieto e implicarse más en su vida ahora que su esposa Vanessa, ha sido ascendida en su trabajo como geóloga y no podrá pasar tanto tiempo en casa.

## Personajes
- Tim Allen es Mike Baxter: es padre de tres hijas y director de marketing para "El Hombre Agreste", una tienda de artículos de caza, deporte, etc. Cree en valores tradicionales, es republicano y culpa a Obama de todo. Basa siempre sus videos para la tienda en sucesos de su vida cotidiana, normalmente sacados de quicio para ayudar a la promoción del producto en cuestión que vende. Suele dejarse llevar con esto. Mike es también un operador de radio bajo el seudónimo de KA0XTT. está graduado en la Universidad de Míchigan, fan de los Broncos, las camionetas antiguas y los tanques.
- Nancy Travis es Vanessa Baxter: es la esposa de Mike y es geóloga. Es muy tolerante con el comportamiento macho de Mike. Está graduada en la Universidad de Ohio y siempre trata de abrirse un hueco y hacerse notar. Tiene un trato más cercano con sus dos hijas mayores y esto hace que anhele una relación más estrecha con Eve.
- Alexandra Krosney/Amanda Fuller es Kristin Beth Baxter: es la hija mayor. Se queda embarazada de su hijo, Boyd, durante su último año de instituto y todavía viven en casa de sus padres. Trabaja en un restaurante y a veces aparece llevando su uniforme de camarera. Es muy protectora con su hijo y normalmente sus opiniones liberales chocan con las de su padre.
- Molly Ephraim es Amanda Elaine "Mandy" Baxter: es la segunda hija. Mandy no es tan de estudiosa como sus hermanas, pero sobresale en situaciones sociales. Sueña con destacar y codearse con sus ídolos como Kim Kardashian. Tiene talento para la moda y para el baile y la música, de hecho, publica dos vídeos en internet con canciones compuestas por ella misma, "My Pie Rack" y "Love Arrow"
- Kaitlyn Dever es Eve Baxter: es la hija más joven. Es poco femenina y generalmente tiene los mismos intereses que Mike, pero su interés recién descubierto por los chicos, comienza a distanciar su relación. Aun así seguirá haciendo lo imposible por impresionar a su padre con su habilidad con las armas y los deportes. Es por así decirlo, el ojito derecho de Mike.
- Christoph Sanders es Kyle Anderson: es compañero de trabajo de Mike en "El Hombre Agreste". Él sabe muchísimo de cosas femeninas, como comedias románticas y cocción. Considera a Mike un héroe y su mejor amigo, ya que le admira sobre todas las cosas al no haber tenido un padre que lo criase como es debido durante su infancia. Es algo pelele, pero todos los personajes le guardan un sentimiento de ternura.
- Héctor Elizondo es Edward "Ed" Alzate: es el jefe de Mike. Mike por lo general le cuenta las historias que ocurren en su casa, buscando consejo. Sabe que Ed es poco ortodoxo y es motivo tanto de orgullo como de consternación para Mike, como los consejos que le da, que a veces le ayudan aunque, por lo general, le meten en más dificultades. Es de origen Vasco y muy frecuentemente cuenta historias sobre su migración desde España. Participó en la Guerra de Vietnam donde perdió un dedo.

## Temporadas
| Temporada | Temporada | Episodios | Episodios | Emisión original         | Emisión original    | Emisión original |
| Temporada | Temporada | Episodios | Episodios | Primera emisión          | Última emisión      | Cadena           |
| --------- | --------- | --------- | --------- | ------------------------ | ------------------- | ---------------- |
|           | 1         | 24        | 24        | 11 de octubre de 2011    | 8 de mayo de 2012   | ABC              |
|           | 2         | 18        | 18        | 2 de noviembre de 2012   | 22 de marzo de 2013 | ABC              |
|           | 3         | 22        | 22        | 2 de noviembre de 2012   | 22 de marzo de 2013 | ABC              |
|           | 4         | 22        | 22        | 3 de octubre de 2014     | 3 de abril de 2015  | ABC              |
|           | 5         | 22        | 22        | 25 de septiembre de 2015 | 22 de abril de 2016 | ABC              |
|           | 6         | 22        | 22        | 23 de septiembre de 2016 | 31 de marzo de 2017 | ABC              |
|           | 7         | 22        | 22        | 28 de septiembre de 2018 | 10 de mayo de 2019  | FOX              |
|           | 8         | 21        | 21        | 2 de enero de 2020       | 30 de abril de 2020 | FOX              |
|           | 9         | 21        | 21        | 3 de enero de 2021       | 20 de mayo de 2021  | FOX              |

## Producción

### Desarrollo y casting
"Last Man Standing" apareció por primera vez en la lista de desarrollo de ABC a finales de 2010 cuando el escritor Jack Burditt recibió un compromiso de la cadena bajo el título original de "Man Up". En enero de 2011, ABC produjo un episodio bajo el título "Last Day of Man". El 18 de febrero, Tim Allen, que había estado vinculado a la serie potencial desde el principio, se unió oficialmente al proyecto en el papel principal. A finales de marzo, Nancy Travis se unió al elenco en el papel de protagonista femenina como la "esposa inteligente y cariñosa que no se pierde mucho" de Allen. Poco después, Héctor Elizondo se incorporó en un papel secundario como jefe del personaje de Allen.

### Filmación
El 13 de mayo de 2011, ABC anunció el piloto para la temporada de televisión 2011-12 bajo el nuevo título Last Man Standing. El 17 de mayo de 2011, ABC anunció que la serie se emitiría los martes por la noche en el canal a las 8:00p.m. Este/7:00p.m. Centro. Estrenó el 11 de octubre de 2011, con los dos primeros episodios en un estreno de una hora.
El 11 de mayo de 2012, ABC renovó la serie por segunda vez en la temporada de televisión 2011-12 en noviembre.
El 11 de junio de 2012, Tim Doyle fue contratado como el nuevo showrunner de la serie. Doyle fue el tercer showrunner que la serie ha tenido desde que entró en producción. Doyle reemplazó a Kevin Abbott, quien se unió al personal como el showrunner a mediados de la primera temporada. Abbott reemplazó al creador de la serie Jack Burditt, quien fue el showrunner de los primeros trece episodios. A diferencia de Burditt, a quien ya no se le acredita como productor ejecutivo, Abbott continuó sirviendo como productor ejecutivo mientras dirigía la comedia de la cadena ABC, protagonizada por Reba McEntire. Tanto "Last Man Standing" como "Malibu Country" se emitieron como parte de la programación del viernes por la noche de ABC para la temporada televisiva de máxima audiencia 2012-2013. El 8 de noviembre de 2012, Abbott se reincorporó a tiempo completo al equipo de "Last Man Standing", después de una temporada en rehabilitación, y le dio a Nastaran Dibai todas las funciones de "Malibu Country".
El 11 de junio de 2012, se anunció que Alexandra Krosney (Kristin) fue despedida de la serie por razones creativas. Krosney fue reemplazada por Amanda Fuller en la temporada 2. El 19 de junio de 2012, también se anunció que los gemelos Luke y Evan Kruntchev, que desempeñaron el papel de Boyd en la temporada 1, no volverían; fueron reemplazados por Flynn Morrison en la temporada 2. El personaje de Boyd también tenía edad-avanzada de dos a cinco años de edad. Jordan Masterson interpreta a Ryan, el padre de Boyd, en un papel recurrente a partir de la temporada 2. El papel fue interpretado previamente por Nick Jonas, quien protagonizó un episodio en la primera temporada.
La segunda temporada recibió inicialmente una orden de 13 episodios. ABC anunció el 12 de noviembre de 2012 que se habían encargado de tres episodios adicionales. El 27 de noviembre, se ordenaron cinco episodios más para que el total del episodio de la segunda temporada ascendiera a 18.
El 10 de mayo de 2013, la serie fue renovada para una tercera temporada, que se estrenó el 20 de septiembre de 2013 y terminó el 25 de abril de 2014, después de 22 episodios.
El 10 de mayo de 2014, ABC renovó Last Man Standing para una cuarta temporada, que se estrenó el 3 de octubre de 2014. Allen y Elizondo protagonizaron como sus personajes de "Last Man Standing" en un episodio cruzado con la comedia de los viernes de ABC Cristela.
El 10 de mayo de 2015, ABC anunció que el programa había sido renovado para una quinta temporada. Last Man Standing se había convertido en un sólido intérprete para la alineación de los viernes por la noche en ABC, que con la ayuda de Shark Tank y 20/20 se ha convertido en la cadena de televisión más importante entre los adultos de 18 a 49 años por la noche. En el inicio de la noche del viernes para ABC, la comedia promedió una calificación de 1.8 en adultos de 18 a 49 años y 8.2 millones de espectadores en total, de acuerdo con las estimaciones de Nielsen para Live+7.
El 13 de mayo de 2016, ABC renovó la serie para una sexta temporada, que se estrenó el 23 de septiembre de 2016.

### Cancelación
El 10 de mayo de 2017, ABC canceló Last Man Standing después de seis temporadas, a pesar de que la serie fue la segunda comedia ABC más vista durante la temporada 2016-17 (basada en cifras de Live+7), y las audiencias se mantuvieron estables durante su sexta temporada. Un representante de 20th Century Fox Television dijo que las decisiones de cancelación son tomadas por ABC.  "Esta fue una decisión de programación", escribió Jori Arancio, vicepresidente de ABC Entertainment y ABC Studios. ABC y su socio de producción para el programa, 20th Century Fox Television, normalmente negocian las tarifas de licencia antes de cada temporada; sin embargo, la cadena decidió cancelar el programa sin hacerlo. Además, el contrato entre 20th Century Fox Television y ABC para el programa, en el que 20th Century Fox Television cubría los costos de producción, había expirado después de seis temporadas. Si la serie se hubiera renovado por séptima temporada, ABC habría tenido que asumir los costes de producción de "Last Man Standing", algo que la cadena no estaba dispuesta a hacer.
La cancelación fue recibida con indignación por parte de los fans del programa, muchos de los cuales se dirigieron a medios sociales para expresar su descontento y solicitar que otra cadena recogiera el programa. También sucedió algunos meses después de que el actor principal Tim Allen (que también es un republicano de la vida real) dijera en una entrevista en Jimmy Kimmel Live!, que ser republicano en Hollywood es "como la Alemania de los años 30". Tienes que tener mucho cuidado por aquí. Te darán una paliza si no crees en lo que todos creen". Su comentario fue ampliamente criticado, especialmente al comparar el tratamiento de los republicanos en Hollywood con la Alemania nazi.
Una petición de espectadores en el sitio web Change.org pidiendo a ABC que restablezca Last Man Standing superó las 380.000 firmas hasta el 23 de mayo de 2017. En una conferencia telefónica con periodistas a principios de mayo, el presidente de ABC Channing Dungey declaró que "'Last Man Standing'" fue un desafío para mí, porque era un actor constante. Una vez que tomamos la decisión de no continuar con la comedia el viernes, fue ahí donde aterrizamos". Dungey citó la propiedad del estudio, la futura dirección creativa, las calificaciones y la participación de los espectadores como todos los factores en su decisión. Un año después, las firmas de la petición habían crecido a 438.000.
Tim Allen expresó su disgusto con la cancelación, tuiteando el 16 de mayo de 2017: "Aturdido y sorprendido por la cadena que llamé a casa durante los últimos seis años."
El 20 de mayo de 2017, Howard Kurtzman, presidente de 20th Century Fox Television, supuestamente mostró cierto interés en que su estudio continuara produciendo el programa. "Estamos empezando a explorar eso", dijo Kurtzman.  "...[El Copresidente de Fox] Jonnie [Davis] y yo esperamos que podamos encontrar otro hogar para él." Variety también confirmó en un reportaje exclusivo que 20th Century Fox Television compraría la serie a otras cadenas y servicios de streaming con la esperanza de que fuera adquirida para la séptima temporada; sin embargo, no se encontró rápidamente otra cadena.
En agosto de 2017, Allen expresó su agradecimiento por el apoyo de los fans del programa para traerlo de vuelta, y dijo que el talento detrás del programa tenía mucho más que añadir.

### Regreso en Fox
El 3 de mayo de 2018, Allen tuitio diciendo que un regreso "podría ser una realidad" e instó a los partidarios del programa a "seguir así". El mismo día, TVLine informó que Fox estaba "a punto de" resucitar Last Man Standing para la temporada de televisión 2018-19, añadiendo que Tim Allen está "oficialmente a bordo". Deadline Hollywood informó que Fox estaba en conversaciones para otra temporada, pero que era "de ninguna manera una cosa segura", sugiriendo que dependería de si los actores podían ser reasignados "con sueldos razonables". El 11 de mayo de 2018, los directores ejecutivos y presidentes de Fox TV anunciaron que Fox había anunciado oficialmente a Last Man Standing para una séptima temporada. Dana Walden, presidenta de Fox Television Group, insinuó más tarde que el regreso de Last Man Standing fue en parte una respuesta al enorme éxito del reinicio de Roseanne en ABC a principios de 2018: "Obviamente, creo que todo el mundo se fijó bien en la actuación de "Roseanne". Lo hizo tan bien, y ciertamente nos recordó que tenemos una gran estrella de comedia icónica en nuestra familia Fox en Tim Allen".
El 2 de julio, Fox anunció que, además de Allen, los habituales de la serie Nancy Travis, Amanda Fuller, Héctor Elizondo, Christoph Sanders, Jordan Masterson y Jonathan Adams han firmado para aparecer en el reinicio de la temporada 7. Molly Ephraim y Flynn Morrison optaron por no volver para la nueva temporada, con Fox anunciando sus papeles ("Mandy" y "Boyd", respectivamente) serían refundidos antes de la séptima temporada. El 6 de agosto de 2018, se anunció que Molly McCook y Jet Jurgensmeyer asumirían los papeles de Mandy y Boyd, respectivamente. El artículo también establece que Kaitlyn Dever, quien recientemente firmó para jugar un papel principal en la miniserie del 2019 de Netflix Unbelievable, regresará como "Eva" en un papel recurrente solamente.
El programa se emitirá en la misma franja horaria del viernes por la noche que lo hizo en ABC en la sexta temporada; si se renueva por octava temporada, se verá obligado a cambiar de franja horaria, ya que Fox ha firmado un acuerdo para emitir WWE SmackDown Live los viernes por la noche a partir del otoño de 2019.